# 모스크바오리
모스크바오리(영어: Muscovy duck)는 멕시코와 남아메리카가 원산지인 새로, 오리과 가운데서도 대형에 속하는 종이다. 일부 개체들은 플로리다·루이지애나·매사추세츠·텍사스 주·캐나다·뉴질랜드·호주 등지에서 개체군을 이루어 서식하고 있다. 수컷의 몸길이는 76cm에 몸무게는 7kg 정도이며 암컷은 그보다 약간 작고 3kg까지 자란다. 깃털 색은 하얀색이거나, 검은 깃과 흰 깃이 뒤섞여 있거나 검은색에 어깨깃만 하얀 개체도 존재하며 얼굴과 부리는 붉은색이다.
영어 향명은 직역하면 “모스크바오리” 가 될 수 있지만, 이 종은 중남미 원산으로 러시아와는 아무 관련도 없으며, '모스크바오리' 로 불리다가 현재는 '머스코비오리' 라는 이름으로 더 많이 불리고 있다. 왜 이런 이름이 붙은 것인지는 아래 참조. 16세기부터 이런 이름으로 불리기 시작했다.

## 특징
분류성위치 : 기러기목 , 오리과 , 기러기족 , 다른 기러기류와 함께 기러기 무리에 속한다.

1. 중남미에선 Wild Muscovy Duck(야생종)으로부터 가금화되었음.
2. 분포 : 야생종은 Colombia, Paraguay, Brazil 북부 지역 등 중앙아메리카에 자생한다.
3. 생태 : 야생종은 인간의 주거지역을 피하여 열대 나무 구멍에서 번식한다.
4. 이름(유래) : Muscovy란 'Muisca Indian'(무이스카 인디안)에서 유래되었다.
5. 품종 : 서너가지 색깔을 달리하는 품종 이외에 다양한 번식 품종을 개발 못함.
6. 품종의 확산 : 서부 아프리카 촌락 등 해외에도 도입되었음.
7. 잡종 : 때때로 청둥오리에서 유래된 집오리와도 교집하여 새끼를 낳지만 자손의 번식력은 없으며 1대로 끝남.
8. 실태 : 일본에서는 바리켄 (バリケン)이라고 부르며 전국 각지에서 사육하나 식용으로 널리 보급되어 있지는 않음. 대만에서는 식용으로 보급됨. 불란서와 유럽국가에서는 흔히 식용으로 보급됨.
9. 형태 : 윗부리에 혹이 생겼으며, 수컷은 날 수 있으나 암컷은 많이 날지는 못함.
10. 기타 : 물없이 사육이 가능한 점이 특징이며, 육질이 담백하고 번식력도 연120알 이상 산란하여 양호한 편임. 집오리의 냄새도 거의 찾아보기 힘들 정도로 훌륭하고 큰 기러기 크기의 몸집을 갖고 있다.

## 같이 보기
- 집오리